# Heteresmia turbata
Heteresmia turbata är en skalbaggsart som först beskrevs av Francis Polkinghorne Pascoe 1859.  Heteresmia turbata ingår i släktet Heteresmia och familjen långhorningar. Inga underarter finns listade i Catalogue of Life.